# Santa Lucía Chichicapa
Santa Lucía Chichicapa är en ort i Mexiko.   Den ligger i kommunen Comalcalco och delstaten Tabasco, i den sydöstra delen av landet, 600 km öster om huvudstaden Mexico City. Santa Lucía Chichicapa ligger 8 meter över havet och antalet invånare är 774.
Terrängen runt Santa Lucía Chichicapa är mycket platt. Runt Santa Lucía Chichicapa är det ganska tätbefolkat, med 160 invånare per kvadratkilometer. Närmaste större samhälle är Comalcalco, 3,4 km nordväst om Santa Lucía Chichicapa. Trakten runt Santa Lucía Chichicapa består till största delen av jordbruksmark.